# OpenCourseWare
OpenCourseWare (OCW) is een term voor lesmateriaal dat door universiteiten vrij gedeeld wordt met de wereld via het internet.

## Geschiedenis
De beweging begon in 1999 toen de Eberhard-Karls-Universiteit in Duitsland video's van lezingen online publiceerde in het kader van haar Timms-initiatief. De OCW-beweging werd daarna bekend met de lancering van MIT OpenCourseWare aan het MIT in oktober 2002 en de Khan Academy  in 2006. De Technische Universiteit Delft neemt deel sinds 2007.